# Rose Peak
Rose Peak är en bergstopp i Antarktis. Den ligger i Sydshetlandsöarna. Argentina, Chile och Storbritannien gör anspråk på området. Toppen på Rose Peak är 655 meter över havet.
Terrängen runt Rose Peak är huvudsakligen kuperad, men åt sydost är den platt. En vik av havet är nära Rose Peak åt sydost. Trakten är glest befolkad. Närmaste befolkade plats är Commandante Ferraz Station, 9,8 kilometer väster om Rose Peak. 